# Седанги
Седанги (в'єт. Xơ Đăng) — одна з національних меншин В'єтнаму. Є давніми жителями Центрального нагір'я Тейнгуєн (в'єт. Tây Nguyên). Більшість живе у провінції Контум. Належать до числа гірських кхмерів.
Чисельність седангів, за даними перепису населення 2009 року, становила 169 501 особа, з них 104 759 осіб жило в провінції Контум, 37 900 осіб — в провінції Куангнам, 17 713 осіб — у провінції Куангнгай, 8 041 особа — в провінції Даклак. Ще 898 седангів проживало в Лаосі за даними перепису населення 2015 року.
Седанги поділяються на декілька локальних груп, між якими спостерігаються невеликі культурні відмінності: сотенг (в'єт. Xơ-teng), тодра (в'єт. Tơ-đrá), монам (в'єт. Mơ-nâm), галанг (в'єт. Hà-lăng), кадонг (в'єт. Ca-dong).

## Мова
Мова седангів належить до банарської групи мон-кхмерських (австроазійських) мов. Вона дуже схожа на мови гре, банарів, зе-ченгів. Седанзька писемність базується на латинській абетці. Розробляються підручники з седанзької мови для школярів молодших класів. Радіо Голос В'єтнаму передає новини седанзькою мовою.

## Господарство
Основні заняття седангів: землеробство, тваринництво, рибальство, мисливство. Отримали розвиток також ремесла, серед яких плетіння, ткацтво і ковальство. Збирають дикорослі фрукти.
Землеробство є провідною галуззю господарства. Головною сільськогосподарською культурою є рис. Спеціалізуються на вирощуванні вологого рису, використовуючи стародавні примітивні технології. На залиті водою поля виводять буйволів, і ті своїми копитами обробляють ґрунт. Сільськогосподарські ділянки організовані терасами на схилах пагорбів. Попередньо їх розчищають, вирубуючи дерева й випалюючи решту рослинності. Для обробки землі використовують мотики, традиційно дерев'яні, але тепер стали використовувати металеві. Ямки у ґрунті для посадки розсади рису роблять за допомогою палиці-копачки із залізним наконечником.
Крім рису, седанги вирощують просо, кукурудзу, маніок, батат, гарбузи, тютюн, дині, ананаси, банани, цукрову тростину тощо.
Традиційні домашні тварини: буйволи, кози, свині, собаки, кури.
У минулому була розвинена бартерна торгівля, тепер продають і купують товари за гроші.

## Поселення

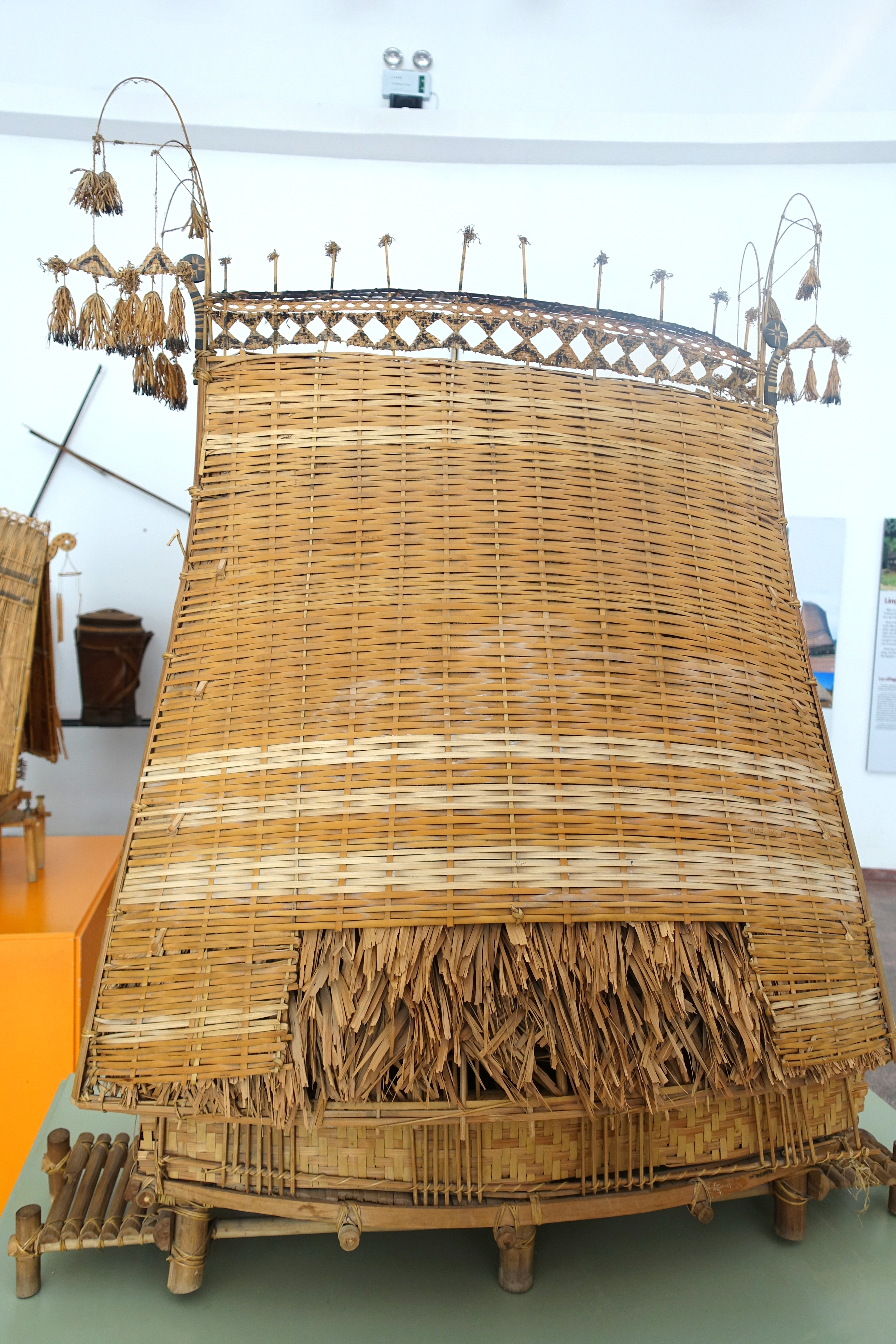
Макет седанзької громадської хати ронг

У минулому седанги жили розширеними сім'ями у довгих спільних хатах. Тепер відбувається розпад великої сім'ї на малі нуклеарні сім'ї, кожна з яких має власну хату. Житло ставлять на палях. Кожна хата має два ряди стовпів, на них за допомогою волокнистих мотузок закріплена решта архітектурних елементів будівлі.
У кожному селі є велика громадська хата, яка зветься ронг. Вона є священним простором для місцевих жителів, його культурним і релігійним центром. Тут селяни збираються на свята та під час інших важливих подій.
Ставлять ронг на підвищенні в центрі села. Ця велика й висока хата відзначається унікальністю й незвичною архітектурою. Як і решту будівель, ронг ставлять на палях. Його розміри залежать від кількості жителів у селі.
Відповідно до своїх розмірів, ронг має 8-10 опорних стовпів, з'єднаних між собою поперечками, які розташовані на одному рівні. Колоди зв'язують мотузками з ротанґа. Долівку роблять із пресованих бамбукових панелей, а стіни викладають із дощок, тісно припасованих одна до одної. Дах двосхилий, дуже високий, він символізує єднання людини з вищими силами. Криють хату в'язками соломи або листя ротангової пальми, вкладають їх знизу догори. При будівництві ронга дотримуються пропорції, коли довжина хати дорівнює її висоті. Якщо дивитися на ронг здалеку, своєю формою він нагадує лезо сокири. Головні двері виходять на великий двір. До них ведуть сходи з колод великого діаметру.
При будівництві ронга дотримуються усталених правил, які мають ритуальний характер. Ставлять його всім селом. Про наміри збудувати ронг старійшина оголошує ще за рік до початка роботи. Цей час використовується для підготовки всіх необхідних матеріалів. Майстерністю будівництва ронга володіють лише найстарші жителі села, вони й керують проведенням робіт. Перед початком будівництва старійшина проводить ритуал поклоніння духам Неба і Землі, вони мають дати «дозвіл» на спорудження ронга.
У кожному ронзі є культова зала з вівтарем. Тут ставлять кошик для підношень вищим силам. У громадській хаті зберігаються гонги, стоять дерев'яні статуї предків, будівлю прикрашають гравіюваннями із зображенням місцевих квітів поланг, птахів, колосся рису. Використовують лише червоний, чорний і білий кольори.

## Соціальна організація
Кожне седанзьке село є автономною громадою, яку очолює старійшина (сільський голова), найшанованіша людина в селі, яка користується загальним авторитетом і повагою односельців. Старійшина вирішує всі важливі питання.
Високо цінується відчуття належності до громади та її єдності. Територія села є власністю громади, і кожна людина має право володіти землею. Незважаючи на те, що вже давно у седангів існує розмежування між багатими та бідними, у них немає практики експлуатації людини людиною.
Відлік спорідненості ведеться за чоловічою лінією, але становище жінки в суспільстві є високим.
Молодь може вільно спілкуватися й самостійно вибирати собі другу половинку, але шлюб вкладається за згоди батьків. При виборі супутника життя звертають увагу, в першу чергу, не на красу, а на здоров'я і працьовитість людини. Дівчата мають добре виконувати польові роботи й займатися ткацтвом, хлопці — добре полювати, займатися ковальством і плести кошики. Подружня вірність є важливою для седангів. За традицією, невірність чоловіка підлягає сильнішому покаранню, ніж невірність жінки. Коли чоловік зрадить своїй дружині, його родичі мають віддати цій жінці та її родичам свиню або буйвола як компенсацію.

## Побут

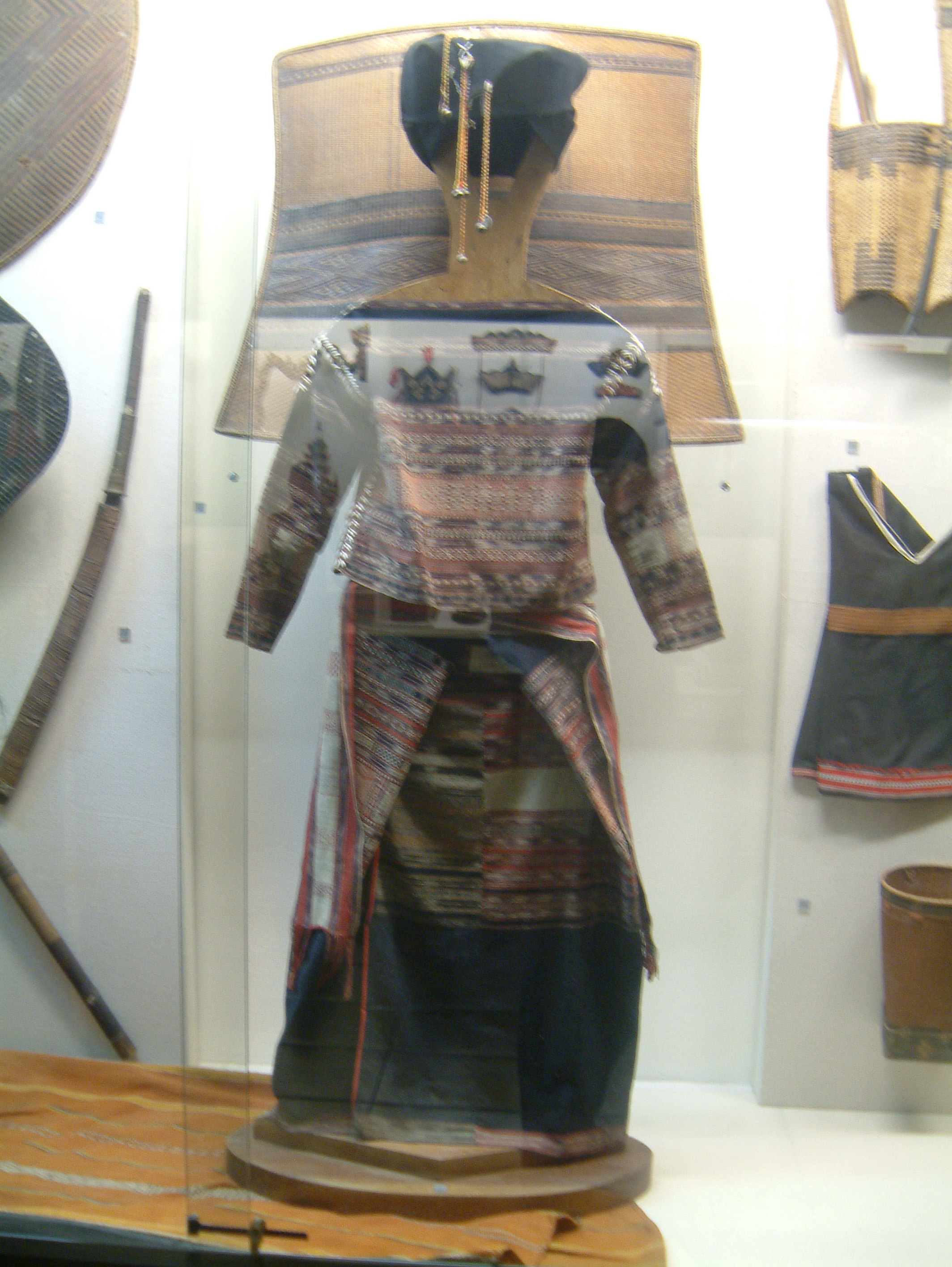
Традиційний костюм седангів

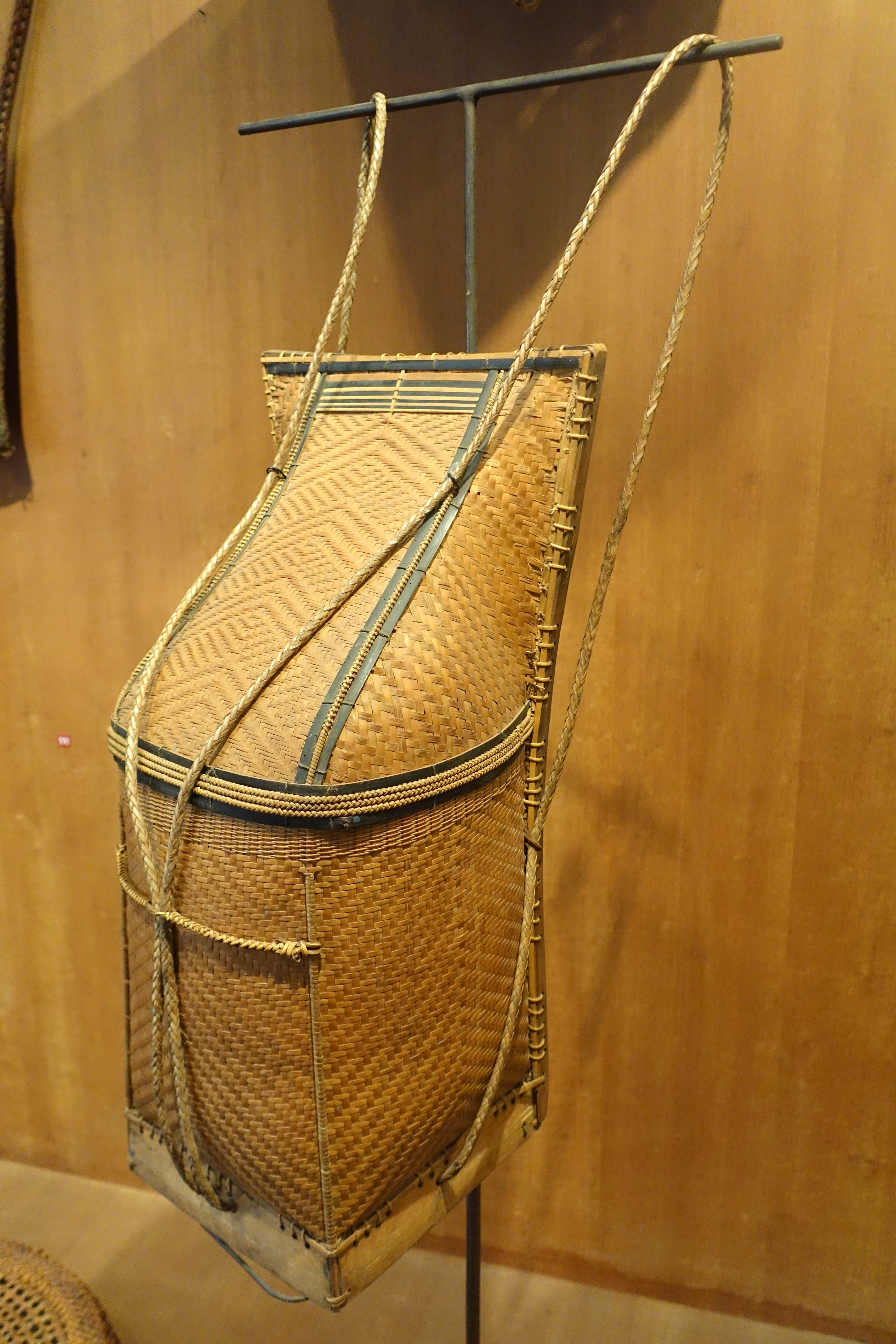
Чоловічий кошик, який носять на плечах

Седанги носять одяг переважно чорного кольору. Традиційно чоловіки ходили в пов'язках на стегнах, залишаючись голими до талії. Традиційний жіночий одяг складається з кофтинки без рукавів, спідниці та накидки. Накидки вдягають лише неодружені жінки. Кофтини й накидки рясно прикрашають візерунками. Жінки полюбляють носити прикраси з бісеру, бронзові або срібні кільця на шиї, браслети на руках та ногах, сережки. Сьогодні седанги носять одяг, подібний до в'єтнамського, а шиють собі вбрання із купованих тканин. На свята вдягають свій традиційний одяг.
Для перенесення речей і вантажів седанги використовують кошики, різноманітні за формою та технікою виготовлення: одні грубо сплетені, інші є продуктом тонкої роботи, деякі мають кришки, деякі декоративно оздоблені. Чоловіки мають спеціальні кошики на три відділення, які вони носять на плечах, і переносять у них майже все.
Основу харчування становить рис. Популярною стравою є суп з овочами або паростками бамбука, змішаними з рибою, м'ясом, слимаками, смаженими на грилі. Готують власний алкогольний напій.

## Вірування
Життя седангів тісно пов'язане з природою, тому вони шанують численних духів, які, за їх уявами, керують повсякденним життям і господарською діяльністю. Також поклоняються духам предків.
Є багато ритуалів, присвячених надприродним силам. Люди моляться за хороший врожай, за мир і добро.

## Традиційні церемонії та обряди
Щороку седанги проводять безліч ритуалів та свят, пов'язаних із сільськогосподарською діяльністю. Найбільшим святом є церемонія, присвячена зібраному врожаю. Його відзначають всім селом. За тиждень до початку події старійшина збирає всі сім'ї в громадській хаті й повідомляє їм про час проведення свята, а також обговорює приготування до нього. Зазвичай жінки ходять по воду та збирають овочі, варять рис, прибирають домівку. Чоловіки йдуть до лісу по дрова, полювати дичину, ремонтують громадську хату. Свято триває два-три дні. Незалежно від того, яким був урожай, всі жителі села дякують духам Неба і Землі за нього, за заступництво і прохають дати гарний урожай наступного року. Старійшина проводить численні ритуали й промовляє молитви подяки вищим силам. Коли культові обряди закінчуються, селяни всі разом сідають до столу. Вони гуртом їдять і п'ють, співають, танцюють під звуки гонгів, грають у народні ігри.
Весільні обряди у седангів нескладні, але мають проводитись у відповідності до встановлених традицій. Коли молодята вирішили побратися, вони повідомляють про це своїх батьків. Сватів засилають як у хату нареченої, так і в хату нареченого. Приходять з подарунками, серед яких бетель, цигарки, сушене м'ясо, свиня, риба, півень, курка. Сім'я молодого обов'язково повинна принести в подарунок гонги, вони є свідченням авторитету родини. З іншого боку, батьки нареченої також віддають гонги в складі приданого. До весілля сім'я нареченої має приготувати алкогольний напій. На весіллі молоді обмінюються браслетами зі срібла або бронзи й разом підіймають чарки з алкоголем. Браслети символізують вірність і міцний союз двох закоханих, обіцянку й бажання завжди бути разом. Весільні обряди відбуваються в хаті нареченої, а тоді всі йдуть до хати нареченого. Після весілля молодята певний час можуть залишатися у батьків молодого або молодої, згодом йдуть жити окремо.
Ще у седангів існує давній обряд прохання пробачення. Він допомагає людям помиритися й відновити дружні стосунки. Вибачення є нормою життя седангів. За традицією, якщо хтось скривдив іншого члена громади, наступного дня рано вранці він має прийти до хати ображеного й прохати у нього вибачення. Своє щиросердне каяття та обіцянку не повторювати провини він промовляє в присутності старійшини. Крім вибачення, кривдник приносить запечену курку та алкоголь. Не зважаючи на серйозність образи, люди завжди вибачають один одного.

## Пісенна і музична творчість
Музика й пісні є невід'ємною частиною духовного життя седангів. Вони можуть співати у будь-який час і в будь-якому місці. Найпопулярнішим жанром седанзьких співів є діалогові співи, коли юнак та дівчина ведуть своєрідну співочу бесіду, почергово виконуючи свою партію. Співають їх зазвичай на свята, слова пісень виконавці складають самі. Ніжними й гармонійними є колискові пісні седангів.
Свої пісні і танці седанги виконують під акомпанемент різних традиційних музичних інструментів: гонги, флейти, барабани, роги та ряд специфічних місцевих інструментів. Більшість із них виготовляють з бамбука та дерева. Найпопулярнішим музичним інструментом є гонг, який седанги вважають символом свого народу. Зазвичай використовується набір гонгів різного розміру, які видають різні звуки. Ритм задають ударами барабану.
Найбільш своєрідним музичним інструментом седангів є клонгпут. Це жіночий інструмент, що складається з бамбукових трубок, закріплених на двох паралельних мотузках. Дівчина, що грає на клонгпуті, плеще в долоні. Струмінь повітря проходить через трубку й видає музичний звук, висота якого залежить від довжини та діаметру відповідної трубки. Клонгпут є обов'язковим учасником ритуалу, присвяченого зібраному врожаю.